# Frans Lanting

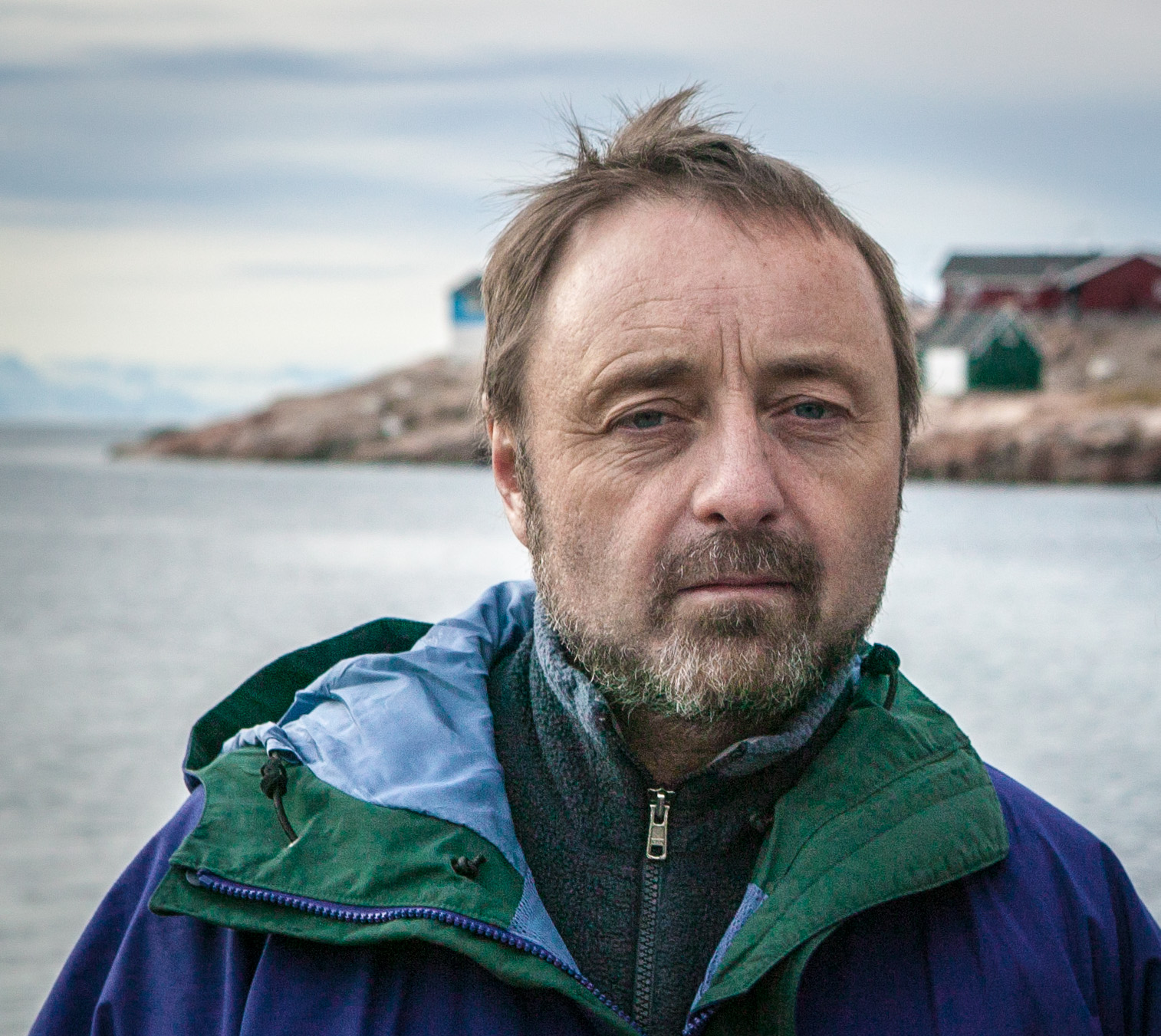
Frans Lanting (2006)

Frans Lanting (* 13. Juli 1951 in Rotterdam) ist ein niederländisch-US-amerikanischer Natur- und Umweltfotograf.

## Leben
Lanting erwarb 1977 ein Master’s Degree in Environmental Economics an der Erasmus-Universität Rotterdam und emigrierte nach seinem Studium in den Niederlanden in die USA. Er lebt jetzt in Santa Cruz, Kalifornien und betreibt dort ein Studio, eine Galerie und eine Fotoagentur. Seine Frau Chris Eckstrom ist eine Redakteurin, Autorin und Produzentin, die sich oft mit ihm gemeinsamen Buchprojekten widmet.
Lanting arbeitet in vielen verschiedenen Regionen der Welt wie im Amazonasgebiet, in Afrika und in der Antarktis. Zu den Magazinen, die seine Bilder veröffentlichten, zählen National Geographic, Natural History, Stern, Outdoor Photographer, Audubon und Life.

## Auszeichnungen (Auswahl)
- 1988 World Press Photo
- 1989 World Press Photo
- 1991 Wildlife Photographer of the Year, BBC Wildlife Photographer of the Year Competition
- 1997 Ansel-Adams-Preis des Sierra Club
- 1997 Zweiter Preis “Nature and Environmental Studies”, World Press Photo
- 2005 Lennart Nilsson-Preis